# Liste der Monuments historiques in Ortillon
Die Liste der Monuments historiques in Ortillon führt die Monuments historiques in der französischen Gemeinde Ortillon auf.

## Liste der Objekte
| Bezeichnung                   | Beschreibung                                                              | Standort                           | Kennzeichnung | Schutzstatus | Datum | Bild |
| ----------------------------- | ------------------------------------------------------------------------- | ---------------------------------- | ------------- | ------------ | ----- | ---- |
| Skulptur Madonna mit Kind (1) | Holz, 17. Jahrhundert; im Kathedralschatz in Troyes deponiert             | in der Kirche Ste-Madeleine (Lage) | PM10001441    | Classé       | 1911  |      |
| Skulptur Madonna mit Kind (2) | Holz, Anfang des 14. Jahrhunderts; im Kathedralschatz in Troyes deponiert | in der Kirche Ste-Madeleine (Lage) | PM10001440    | Classé       | 1911  |      |